# 위미중학교
위미중학교(爲美中學校)는 대한민국 제주특별자치도 서귀포시 남원읍 위미리에 있는 공립 중학교이다.

## 학교 연혁
- 1971년 1월 16일 : 위미중학교 설립 인가 (각학년 2학급)
- 1971년 3월 5일 : 위미중학교 개교
- 1974년 2월 6일 : 제1회 졸업 (80명)
- 1997년 3월 1일 : 열린 교육 협력 학교(1년간)
- 2001년 3월 1일 : 학칙 변경 6학급 인가
- 2005년 9월 29일 : 목향도서관 개관
- 2006년 3월 2일 : 목향관(학교식당) 및 다목적실 개관
- 2009년 3월 1일 : 제주특별자치도교육청 지정 제주형 자율학교 운영(2014년까지 6년간)
- 2010년 4월 26일 : 운동장 천연 잔디 및 트랙 탄성 포장
- 2014년 2월 25일 : 우미마루 체육관 준공
- 2024년 12월 18일 : 그린스마트학교 준공
- 2025년 1월 8일 : 제52회 32명 졸업(총 졸업생 4,477명)
- 2025년 3월 1일 : 제27대 류상언 교장 취임
- 2025년 3월 4일 : 입학식(37명 입학)

## 참고 자료
- 위미중학교 - 한국교육학술정보원 학교알리미